# 藝術家點 (阿肯色州)
藝術家點（英語：Artist Point）是位於美國阿肯色州克勞福德縣的一個非建制地區。該地的面積和人口皆未知。

## 地理
藝術家點的座標為35°43′11″N 94°08′15″W / 35.71972°N 94.13750°W，而該地的平均海拔高度為492米（即1614英尺）。